# なにわ男子 LIVE TOUR 2023 'POPMALL'
『なにわ男子 LIVE TOUR 2023 'POPMALL' 』（なにわだんし ライブツアー 2023 ポップモール）は、2023年7月27日から10月29日にかけて行われた、なにわ男子のアリーナツアー。また、同ツアーの8月10日横浜アリーナ公演を収録した映像作品についても解説する。

## ツアー概要
2023年5月10日にInstagramで2ndアルバム「POPMALL」の発売およびライブツアー「なにわ男子 LIVE TOUR 2023 'POPMALL'」の開催を発表。 公演数は44公演で「4と4を足すと幸せ」という語呂合わせである。
ツアーの動員数は約46万5千人。

## 公演詳細
| 日程   | 日程     | 開演  | 都道府県 | 会場                                   |
| ------ | -------- | ----- | -------- | -------------------------------------- |
| 2023年 | 7月27日  | 18:00 | 大阪府   | 大阪城ホール                           |
| 2023年 | 7月28日  | 13:30 | 大阪府   | 大阪城ホール                           |
| 2023年 | 7月28日  | 18:00 | 大阪府   | 大阪城ホール                           |
| 2023年 | 7月29日  | 13:00 | 大阪府   | 大阪城ホール                           |
| 2023年 | 7月29日  | 17:30 | 大阪府   | 大阪城ホール                           |
| 2023年 | 7月30日  | 13:00 | 大阪府   | 大阪城ホール                           |
| 2023年 | 7月30日  | 17:30 | 大阪府   | 大阪城ホール                           |
| 2023年 | 8月9日   | 18:00 | 神奈川県 | 横浜アリーナ                           |
| 2023年 | 8月10日  | 13:30 | 神奈川県 | 横浜アリーナ                           |
| 2023年 | 8月10日  | 18:00 | 神奈川県 | 横浜アリーナ                           |
| 2023年 | 8月11日  | 13:00 | 神奈川県 | 横浜アリーナ                           |
| 2023年 | 8月11日  | 17:30 | 神奈川県 | 横浜アリーナ                           |
| 2023年 | 8月12日  | 13:00 | 神奈川県 | 横浜アリーナ                           |
| 2023年 | 8月12日  | 17:30 | 神奈川県 | 横浜アリーナ                           |
| 2023年 | 8月13日  | 13:00 | 神奈川県 | 横浜アリーナ                           |
| 2023年 | 8月18日  | 13:30 | 静岡県   | エコパアリーナ                         |
| 2023年 | 8月18日  | 18:00 | 静岡県   | エコパアリーナ                         |
| 2023年 | 8月19日  | 13:00 | 静岡県   | エコパアリーナ                         |
| 2023年 | 8月19日  | 17:30 | 静岡県   | エコパアリーナ                         |
| 2023年 | 8月21日  | 13:00 | 静岡県   | エコパアリーナ                         |
| 2023年 | 9月2日   | 13:00 | 新潟県   | 朱鷺メッセ 新潟コンベンションセンター  |
| 2023年 | 9月2日   | 17:30 | 新潟県   | 朱鷺メッセ 新潟コンベンションセンター  |
| 2023年 | 9月3日   | 13:00 | 新潟県   | 朱鷺メッセ 新潟コンベンションセンター  |
| 2023年 | 9月3日   | 17:30 | 新潟県   | 朱鷺メッセ 新潟コンベンションセンター  |
| 2023年 | 9月8日   | 13:30 | 北海道   | 真駒内セキスイハイムアイスアリーナ     |
| 2023年 | 9月8日   | 18:00 | 北海道   | 真駒内セキスイハイムアイスアリーナ     |
| 2023年 | 9月9日   | 13:00 | 北海道   | 真駒内セキスイハイムアイスアリーナ     |
| 2023年 | 9月9日   | 17:30 | 北海道   | 真駒内セキスイハイムアイスアリーナ     |
| 2023年 | 9月10日  | 13:00 | 北海道   | 真駒内セキスイハイムアイスアリーナ     |
| 2023年 | 9月15日  | 18:00 | 愛知県   | 日本ガイシ スポーツプラザ ガイシホール |
| 2023年 | 9月16日  | 13:00 | 愛知県   | 日本ガイシ スポーツプラザ ガイシホール |
| 2023年 | 9月16日  | 17:30 | 愛知県   | 日本ガイシ スポーツプラザ ガイシホール |
| 2023年 | 9月21日  | 18:00 | 神奈川県 | ぴあアリーナMM                         |
| 2023年 | 9月22日  | 18:00 | 神奈川県 | ぴあアリーナMM                         |
| 2023年 | 9月23日  | 13:00 | 神奈川県 | ぴあアリーナMM                         |
| 2023年 | 9月23日  | 17:30 | 神奈川県 | ぴあアリーナMM                         |
| 2023年 | 9月24日  | 13:00 | 神奈川県 | ぴあアリーナMM                         |
| 2023年 | 9月24日  | 17:30 | 神奈川県 | ぴあアリーナMM                         |
| 2023年 | 10月20日 | 18:00 | 宮城県   | セキスイハイムスーパーアリーナ         |
| 2023年 | 10月21日 | 13:00 | 宮城県   | セキスイハイムスーパーアリーナ         |
| 2023年 | 10月21日 | 17:30 | 宮城県   | セキスイハイムスーパーアリーナ         |
| 2023年 | 10月28日 | 18:00 | 福岡県   | マリンメッセ福岡                       |
| 2023年 | 10月29日 | 13:00 | 福岡県   | マリンメッセ福岡                       |
| 2023年 | 10月29日 | 17:30 | 福岡県   | マリンメッセ福岡                       |

## 映像化作品
『なにわ男子 LIVE TOUR 2023 'POPMALL' 』（なにわだんし ライブツアー 2023 ポップモール）は、2024年2月14日に発売される、なにわ男子のライブ・ビデオ。

### 概要
前作より10ヶ月ぶりの発売。2023年8月10日の横浜アリーナ公演の様子を全曲収録した映像作品。
2023年12月25日にStorm Labels（旧J Storm）から2024年2月14日の発売が発表された。
初回限定盤と通常盤の2仕様でのリリース。

#### 全形態共通Disc1
アルバムからリード曲『Poppin'Hoppin'Lovin'』や『LAI-LA-LA』、シングルから『ハッピーサプライズ』、『Special Kiss』、新曲『Make Up Day』、『Missing』を含む全28曲＋アンコール3曲の合計31曲を収録。
『ハッピーサプライズ』では10万個のカラーボールが降り注ぐ中歌唱した。

#### 初回限定盤
Disc2にはなにわ男子 LIVE TOUR 2023 'POPMALLが開催されるまで、そしてツアー中のドキュメンタリーと、なにわ男子 LIVE TOUR 2023 'POPMALL'最終福岡公演の様子をダイジェストで収録。
新曲、『I Wish』などを25分に収めて収録。
Disc3には「ねぇ」、「LAI-LA-LA」、「I know」をなにわ男子初となるソロアングル映像としてで収録している。

#### 通常盤
通常盤には全公演のMCを収録している。

### 収録内容

#### Disc1（全形態共通）
1. Overture
2. Poppin' Hoppin' Lovin'
3. ねぇ
4. Super Drivers !!
5. 初心LOVE
6. Tutti Frutti
7. Prime time
8. I know
9. The Answer
10. Melody
11. Starting Bell
12. #MerryChristmas
13. なにわ Lucky boy!!
14. ちゅきちゅきハリケーン
15. Make Up Day
16. Missing
17. ちゅきちゅきブリザード
18. Special Kiss
19. Soda Pop Love
20. サチアレ
21. マジック
22. Tick Tack Heart
23. 2Faced
24. LAI-LA-LA
25. Blue Story
26. NANIWA'n WAY
27. 青春ラプソディ
28. なにわの男子やねん！
29. ハッピーサプライズ
30. 僕らのI LOVE YOU
31. ダイヤモンドスマイル
32. Paradise

### Disc2（初回限定盤）
- POPMALL Tour Documentary（約105分）
- POPMALL Tour Final Digest（約25分）

### Disc3（初回限定盤）
- ソロアングル映像「ねぇ」、「I know」、「LAI-LA-LA」（約60分）

### Disc2（通常盤）
- POPMALL MC Collection（約90分）